# Carloforte
Carloforte est une commune italienne d'environ 6 200 habitants, située dans la province du Sud-Sardaigne, dans la région Sardaigne, en Italie. 
Carloforte, seule commune de l'île San Pietro, est un port relié par ferries à la Sardaigne et à Calasetta sur l'île de Sant'Antioco. 
À Carloforte, on parle un dialecte ligure, proche du génois, car la ville a été peuplée de Génois venant de Pegli qui ont été évacués de l'île de Tabarka en Tunisie où une colonie de peuplement génoise était installée.

## Géographie
Carloforte est situé sur la petite île de San Pietro située à faible distance du sud-ouest de la Sardaigne et large de 4,5 km dans sa plus grande largeur. L'île qui culmine à 211 mètres, présente un relief de collines. Sa côte est est constituée de belles falaises, son versant oriental moins accidenté comporte quelques petites plages. C'est sur cette côte que se trouve Carloforte, en partie abritée du mistral.
L'habitat tend depuis le XXe siècle à se développer en campagne au détriment du noyau urbain traditionnel constitué par l'ancienne enceinte fortifiée et le port.

## Histoire
La ville de Carloforte est fondée en 1738 par une centaine de pionniers tabarquins venus de l'île de Tabarka en Tunisie, et avec l'appui du roi de Piémont-Sardaigne, Charles-Emmanuel III. 
Le roi souhaite  repeupler les zones littorales désertées de toutes populations du fait des incursions répétées des corsaires « maures ».
En trois mois sont construites l'église et les baraques de planches destinées à accueillir les premiers habitants qui nomment la ville Carloforte en hommage au roi pour ses bienfaits dont la répartition de terres.

À la suite de l'assaut mené contre l'île de Tabarka par la flotte du bey de Tunis en 1741 - agression mettant un terme à l'autorité génoise - la ville doit accueillir, les réfugiés tabarquins puis les esclaves libérés. Carloforte est elle-même l'objet de razzias des corsaires tunisiens en 1798. Près de 945 personnes sont conduites dans les bagnes tunisiens.
Ce nombre considérable de captifs est dû à un total effet de surprise : l'île fut attaquée pendant le sommeil de ses habitants. C'est la dernière attaque.
Les quelques razzias suivantes sont mieux repoussées et de bien moindre portée.

## Économie
L'agriculture joua dans ses débuts un rôle important afin d'assurer à l'île son autosuffisance mais la pêche du thon rouge prit le premier rang au cours du XIXe siècle. 
La raréfaction de la ressource et les réglementations destinées à la protéger ont ramené la pêche au thon au rang de curiosité anecdotique : une fois par an, en mai-juin est organisée la 'matanza' mise à mort des thons selon la méthode de pêche traditionnelle de la madrague.
Le tourisme est à présent devenu la première activité de l'ile et de Carloforte, le long d'un des axes de la randonnée en Sardaigne ainsi qu'à la présence de sites balnéaires: la plage Girin, la plage Giunco, la plus grande de l’île, plage Lucchese, La Bobba, Guidi, Puntanera.

### Églises
- Chiesa di San Pietro Apostolo

## Culture
Le parler d'origine génois des insulaires est demeuré quasiment intact. Une partie de l'enseignement primaire est assuré dans cette langue.
La communauté carolienne (ou carlofortaise) a conservé de ses étapes successives génoise et tunisienne quelques traditions culinaires : 
- le pesto, sauce au basilic d'origine ligure, se retrouve dans de nombreuses préparations.
- la farinata, sorte de pain fait à partir de farine de pois chiche, également ligure, reste volontiers consommée au moment de l'apéritif.
- le 'cascah', ou couscous, sans viande, exclusivement accompagné de légumes, est hérité de Tabarka.

## Événement commémoratif
18 novembre : commémoration de l'assaut de l'île en 1798 par les corsaires tunisiens

## Administration
| Période                                  | Période  | Identité      | Étiquette | Qualité |
| ---------------------------------------- | -------- | ------------- | --------- | ------- |
| 28 mai 2002                              | En cours | Marco Simeone |           |         |
| Les données manquantes sont à compléter. |          |               |           |         |

### Hameaux
Isola di San Pietro, Isola Piana

### Communes limitrophes
Aucune (la commune occupe toute l'île de San Pietro.

### Évolution démographique
Habitants recensés

## Jumelages
- Alicante (Espagne)
- Province de Gênes (Italie)
- Tabarka (Tunisie)